# Tegostoma comparalis
Tegostoma comparalis — вид лускокрилих комах родини вогнівок-трав'янок (Crambidae).

## Поширення
Вид поширений в Південній Європі, Північній Африці, Західній та Центральній Азії від Іспанії до Індії і Киргизстану. Присутній у фауні України. Виявлений також в Нігері та Південній Африці.

## Опис
Розмах крил 18 мм.

## Спосіб життя
Личинки живляться листям кураю поташевого і якірців сланких.